# Der Mann, der zuviel wusste (1934)
Der Mann, der zuviel wusste ist ein britischer Thriller von Alfred Hitchcock aus dem Jahr 1934 nach einem Originaldrehbuch von Charles Bennett und D.B. Wyndham-Lewis. Die 1956 von Hitchcock selbst gedrehte gleichnamige Neuverfilmung ist heute deutlich bekannter.

## Handlung
Bob und Jill Lawrence sind mit ihrer Tochter Betty im Skiurlaub in der Schweiz. Jill nimmt dabei an einem Wettbewerb im Tontaubenschießen teil, den sie knapp gegen den Meisterschützen Ramone Levine verliert. Das Ehepaar lernt den Franzosen Louis Bernard kennen, der an einem Ballabend beim Tanz mit Jill durch eine Fensterscheibe hindurch erschossen wird. In seinen letzten Atemzügen bittet er Jill, in seinem Zimmer nach einer versteckten Botschaft zu suchen und diese an den britischen Geheimdienst weiterzuleiten. Bob schleicht sich in das Zimmer des Verstorbenen, findet den Zettel, wird kurz darauf jedoch von der Polizei entdeckt und zum Verhör gebeten. Dort bekommt er ein Telegramm, in dem man ihn zur Verschwiegenheit mahnt: Seine Tochter Betty ist entführt worden und man werde ihr Gewalt antun, sollte er den Inhalt des Zettels verraten. Das Ehepaar schweigt und macht sich in London auf eigene Faust auf die Suche nach ihrer Tochter.
Einer Adresse auf dem Zettel folgend stattet Bob zusammen mit seinem Freund Clive einem Zahnarzt einen Besuch ab. Tatsächlich stoßen sie dort auf den Kriminellen Abbott, der gerade Ramone Levine instruiert, einen Staatsgast zu erschießen. Bob und Clive verfolgen die beiden in eine Kapelle. Eine Sonnenanbeter-Sekte feiert gerade einen dubiosen Gottesdienst und die ungebetenen Gäste werden erkannt. Beim Kampf mit Levine erhascht Bob einen Blick in dessen Jackentasche und entdeckt eine Eintrittskarte für ein Konzert in der Royal Albert Hall. Bob zieht seine Schlussfolgerungen. Er ruft dem flüchtenden Clive hinterher, er solle Jill telefonisch zur Albert Hall schicken. Dann wird er überwältigt.
Während Bob von Abbott und dessen Bande in Nebenräumen der Kapelle festgehalten wird, macht sich Jill wie geheißen auf dem Weg in die Albert Hall. Kurz bevor der tödliche Schuss auf den Staatsgast ausgeführt werden soll, schreit sie und vereitelt so den Mord. Der Killer flüchtet in das Versteck, wird jedoch von Scotland Yard verfolgt.
Mit einem Massenaufgebot versucht die Polizei, das Verbrechernest zu stürmen. Die Bande leistet jedoch erbitterten Widerstand und es kommt zu einer wilden Schießerei. Bob gelingt es gerade noch, seine Tochter zu befreien – er kann sie aufs Dach retten, bevor er von Levine angeschossen wird. Levine folgt dem Mädchen aufs Dach. Bevor er ihr jedoch etwas antun kann, holt ihn Jill mit einem sicheren Gewehrschuss vom Dach. Gleichzeitig gelingt es der Polizei, das Haus zu stürmen und Abbott zu töten. Die Familie Lawrence ist wieder vereint.

## Hintergrund
Der Mann, der zuviel wusste hat schon alle Zutaten, für die Hitchcocks Filme später bekannt wurden. Ein Pärchen aus der Oberschicht, pittoreske Schauplätze, Spione und finstere Bösewichte sowie die Zeit, die eine entscheidende Rolle spielt: ein Rezept, das schon damals funktionierte. Der Film wurde Hitchcocks größter englischer Filmerfolg. Auch in Amerika war er äußerst erfolgreich und stellte die Weichen für Hitchcocks spätere Übersiedlung.
Für die Schießerei gab es ein reales Vorbild. 1911 hatte sich in London eine baltische Anarchistengruppe in einem Haus verschanzt. Der Polizei gelang es nicht, die Belagerten auszuheben, und so musste die Armee geholt werden. Der Vorfall ist in der englischen Kriminalgeschichte als „Belagerung der Sidney Street“ bekannt.
Eigens für diesen Film schrieb der australische Komponist Arthur Benjamin die Storm Clouds Cantata, die eine wichtige Rolle im Film spielt. Sie fand erneut Verwendung in Hitchcocks Remake von 1956, wo sie – im Vorspann sichtbar – von Bernard Herrmann dirigiert wurde.
Auf die Unterschiede der beiden Fassungen von 1934 und 1956 angesprochen, sagte Hitchcock, die erste Fassung sei von einem talentierten Amateur gemacht worden, die zweite von einem Profi.
Der österreichische Schauspieler Peter Lorre (M – Eine Stadt sucht einen Mörder) spielte in diesem Film seine erste englischsprachige Filmrolle. Hitchcock engagierte ihn für den Film Geheimagent (Secret Agent, 1936) dann noch ein weiteres Mal.
Die Darstellerin der entführten Tochter Betty, Nova Pilbeam, spielte drei Jahre später die Hauptrolle in Hitchcocks Jung und unschuldig.

## Cameo-Auftritt
Hitchcock hat auch in Der Mann, der zuviel wusste einen seiner berühmten Cameo-Auftritte: Mit einem Regenmantel bekleidet überquert er in der 34. Filmminute die Straße. Hinter ihm fährt ein Doppeldeckerbus die Straße entlang, der den Schriftzug „Isle of Man“ trägt – ein Verweis auf seinen Film Der Mann von der Insel Man.

## Kritiken
„Der ebenso ereignisreich wie präzis inszenierte Thriller nach einer Vorlage von Charles Bennett avanciert zum bis dato größten kommerziellen Erfolg Hitchcocks und legte den Grundstein für seine spätere Weltkarriere. Bereits hier tauchen viele Motive auf, die das spätere Werk des Regisseurs durchziehen und prägen. Peter Lorre glänzt als Attentäter in seinem ersten englischsprachigen Film.“

„Die Handlung des Films ist zwar stellenweise etwas sprunghaft; aber die Spannung ist perfekt kalkuliert, so daß „suspense“ und Überraschungen einander raffiniert ergänzen.“

## Medien

### DVD
- Der Mann, der zuviel wusste, ELEA Media, seit August 2013 deutsch synchronisiert im Handel, bislang ohne TV-Ausstrahlung.